# Коктерек (Зерендинський район)
Коктере́к (каз. Көктерек) — село, центр Зерендинського району Акмолинської області Казахстану. Входить до складу Зерендинського сільського округу.
Населення — 217 осіб (2021; 305 у 2009, 419 у 1999, 429 у 1989).
Національний склад станом на 1989 рік:
- казахи — 60 %;
- німці — 24 %.